# ولادیمیر شیمونیچ
ولادیمیر شیمونیچ (کرواتی: Vladimir Šimunić؛ ۱۹ مهٔ ۱۹۱۹ – ۲۴ دسامبر ۱۹۹۳) بازیکن فوتبال اهل کرواسی بود.
از باشگاه‌هایی که در آن بازی کرده‌است می‌توان به باشگاه فوتبال گراجانسکی زاگرب اشاره کرد.
وی همچنین در تیم ملی فوتبال کرواسی بازی کرده‌است.